# Apollophanes caribaeus
Espèce
Apollophanes caribaeus est une espèce d'araignées aranéomorphes de la famille des Philodromidae.

## Distribution
Cette espèce est endémique de la Trinité à Trinité-et-Tobago.

## Étymologie
Son nom d'espèce lui a été donné en référence au lieu de sa découverte, les Caraïbes.

## Publication originale
- Dondale & Redner, 1975 : Revision of the spider genus Apollophanes (Araneida: Thomisidae). Canadian Entomologist, vol. 107, no 11, p. 1175-1192.